# Rio Ega
Rio Ega, oficialmente, também é conhecido como rio dos Mouros, sendo um curso de água das Terras de Sicó afluente da margem esquerda do rio Mondego. Tradicionalmente é designado pelas populações locais como rio dos Mouros da cabeceira até à povoação de Casével (freguesia da Ega) e rio Ega daí em diante.
A nascente localiza-se no Município de Ansião e a sua embocadura no Mondego ocorre junto a Granja do Ulmeiro, transpondo os limites dos municípios de Soure e Montemor-o-Velho. Atravessa também parte do município de Penela e a localidade da Ega, que lhe dá o nome.
O troço superior do rio, a montante de Conímbriga, desenvolve-se numa região cársica (Rabaçal-Sicó) pelo que, durante grande parte do ano, o curso de água não tem caudal. Paradoxalmente, aquando de chuvas prolongadas, é frequente provocar inundações.
Atualmente existem uns passadiços com miradouro no concelho de Condeixa-a-Nova, num vale em garganta, perto das ruínas de Conímbriga, permitindo desfrutar das belezas naturais circundantes, incluindo a mata da Bufarda e uma cascata (canhão ou baby canyon).